# Кіно-Спрінгс (Аризона)
Кіно-Спрінгс (англ. Kino Springs) — переписна місцевість (CDP) в США, в окрузі Санта-Круз штату Аризона. Населення — 166 осіб (2020).

## Географія
Кіно-Спрінгс розташоване за координатами 31°21′51″ пн. ш. 110°48′35″ зх. д. / 31.36417° пн. ш. 110.80972° зх. д. (31.364128, -110.809745).  За даними Бюро перепису населення США в 2010 році переписна місцевість мала площу 0,67 км², уся площа — суходіл.

## Демографія
Згідно з переписом 2010 року, у переписній місцевості мешкало 136 осіб у 51 домогосподарстві у складі 38 родин. Густота населення становила 203 особи/км².  Було 65 помешкань (97/км²).
Расовий склад населення:
| - 86,0 % — білих - 2,2 % — чорних або афроамериканців - 8,8 % — осіб інших рас |

До двох чи більше рас належало 2,9 %. Частка іспаномовних становила 62,5 % від усіх жителів.
За віковим діапазоном населення розподілялося таким чином: 25,0 % — особи молодші 18 років, 62,5 % — особи у віці 18—64 років, 12,5 % — особи у віці 65 років та старші. Медіана віку мешканця становила 41,0 року. На 100 осіб жіночої статі у переписній місцевості припадало 119,4 чоловіків;  на 100 жінок у віці від 18 років та старших — 92,5 чоловіків також старших 18 років.
Середній дохід на одне домашнє господарство  становив 44 043 долари США (медіана — 33 571), а середній дохід на одну сім'ю — 52 415 доларів (медіана — 45 556). За межею бідності перебувало 22,7 % осіб, у тому числі 13,5 % дітей у віці до 18 років та 0,0 % осіб у віці 65 років та старших.
Цивільне працевлаштоване населення становило 81 осіб. Основні галузі зайнятості: освіта, охорона здоров'я та соціальна допомога — 28,4 %, мистецтво, розваги та відпочинок — 25,9 %, оптова торгівля — 16,0 %, науковці, спеціалісти, менеджери — 12,3 %.